# Tabon holubí
Tabon holubí (Leipoa ocellata) je pták z čeledi tabonovití (Megapodiidae).

## Výskyt

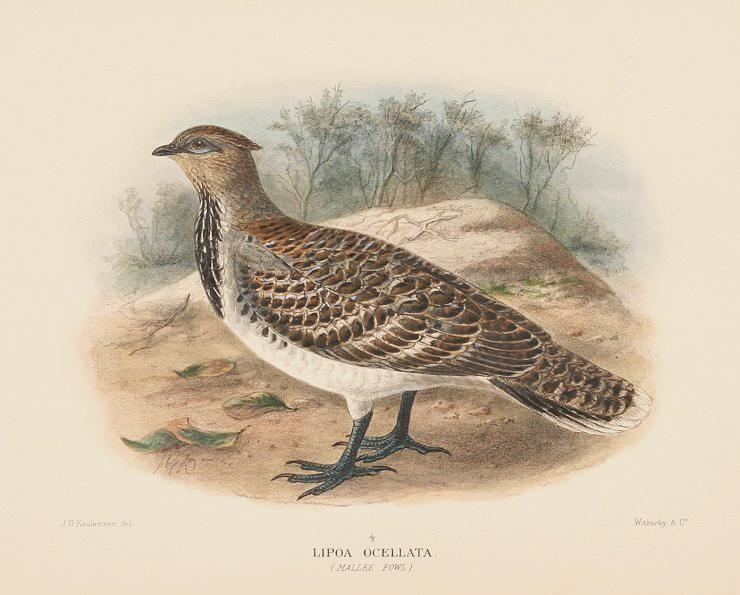
Kresba tabona

Tabon holubí se roztroušeně vyskytuje v jižní Austrálii od Velkého předělového pohoří po západní pobřeží. Žije v polosuchých křovinatých oblastech a lesích, obvykle s dominujícími blahovičníky a akáciemi. Velikost populace se odhaduje na asi 25 tisíc dospělců. Mezinárodní svaz ochrany přírody (IUCN) druh pokládá za zranitelný, především v důsledku vysychajícího klimatu a zvyšující se pravděpodobnosti častějších velkých požárů. Mezi další hrozby lze zařadit i vliv introdukovaných savců, ztrátu přirozeného prostředí v důsledku rozšiřování zemědělské půdy či úmrtnost v důsledku automobilové dopravy.

## Popis
Tabon holubí měří kolem 55 až 60 cm, může vážit až 2 kg. Zbarvení je typicky kryptické: svrchní partie se vyznačují kaštanovými, bílými a černými znaky ve složitém vzoru, spodní části těla jsou světlejší, bez vzorování, avšak s výrazným černým pruhem táhnoucím se od hrdla k hrudi.

## Chování

Průřez hnízdem tabona

Tabonovití jsou typickými inkubátorovými ptáky. Hnízdní pár po prvních podzimních deštích buduje velkou kopulovitou stavbu z vegetace a písku, přičemž o výslednou inkubaci se stará teplo uvolňované tlením a sluneční záření. Samice začíná klást vejce brzy na jaře, a to po jednom vejci každý šestý den v průběhu osmi měsíců. Ročně tak může být nakladeno několik desítek vajec, byť jen menšina mláďat bude úspěšně odchována. Samec reguluje teplotu uvnitř inkubátoru, aby dosahovala okolo optimálních 34 °C; na základě ročního období a denní doby buďto odkrývá svrchní vrstvy hnízda, anebo naopak vejce překrývá novými vrstvami materiálu.
Z hlediska jídelníčku jsou taboni oportunisté: živí se různou rostlinnou potravou, houbami a hmyzem.